# Quarterback Rating

Das Quarterback Rating, auch Passer Rating und (insbesondere im College-Bereich) Passing Efficiency Rating, ist ein statistischer Wert, der die Leistung eines Quarterbacks, seine Passfähigkeiten betreffend, beschreiben und vergleichbar machen soll. In der National Football League (NFL) wird dieser Wert seit 1973 berechnet, im College Football seit 1979.

## Grundlagen
Der Wert berechnet sich aus verschiedenen Statistiken:
| Abkürzung | Englisch      | Deutsch            | Bedeutung                                             |
| --------- | ------------- | ------------------ | ----------------------------------------------------- |
| ATT       | Attempts      | Versuche           | Zahl der geworfenen Passversuche                      |
| COMP      | Completions   | Vollständige Pässe | Zahl der von Mannschaftskollegen gefangenen Pässe     |
| YDS       | Yards         | Yards              | Raumgewinn durch Pässe in Yards                       |
| TD        | Touchdowns    | Touchdowns         | Zahl der geworfenen Touchdowns                        |
| INT       | Interceptions | Interceptions      | Zahl der von gegnerischen Spielern abgefangenen Pässe |

## Berechnung
In verschiedenen Ligen gibt es unterschiedliche Berechnungsmethoden für das Quarterback Rating.

### NFL
Die aktuell gültige Formel wurde von einem Ausschuss, angeführt von Don Smith in den frühen 1970ern erdacht und 1973 als offizielle Statistik in der National Football League (NFL) eingeführt. Der höchste erreichbare Wert ist 158,3, der niedrigste 0. Der durchschnittliche Wert aller Quarterbacks in der Saison 2017 war 88,6. Ein Wert von 100 wird als ein gutes Ergebnis betrachtet.
Zur Berechnung werden zunächst vier Einzelwerte ermittelt, die nach ihrer Berechnung auf mindestens 0 und höchstens 2,375 begrenzt werden. Diese Einzelwerte sind:

| Der Prozentsatz der vollständigen Pässe als          | {\displaystyle {\frac {{\frac {COMP}{ATT}}\times 100-30}{20}}}           |
| Der erzielte Raumgewinn in Yards pro Passversuch als | {\displaystyle \left({\frac {YARDS}{ATT}}-3\right)\times {\frac {1}{4}}} |
| Die erzielten Touchdowns pro Passversuch als         | {\displaystyle {\frac {TD}{ATT}}\times 20}                               |
| Die geworfenen Interceptions pro Passversuch         | {\displaystyle 2{,}375-{INT \over ATT}\times 25}                         |

Die Einzelwerte werden addiert, dann durch 6 geteilt und mit 100 multipliziert. Daraus ergibt sich der Maximalwert von
{\displaystyle {\frac {4\times 2{,}375}{6}}\times 100=158{,}3}.
Umgerechnet in eine Spiel- oder Saisonstatistik bedeutet der jeweilige Maximalwert von 2,375 eine Quote vollständiger Pässe von mindestens 77,5 %, ein Raumgewinn von mindestens 12,5 Yards pro Pass, ein Touchdown bei mindestens 11,875 % der Pässe und keine Interception.
In einzelnen Spielen wurde der Bestwert von 158,3 schon häufiger erreicht. Für eine gesamte Regular Season liegt der Bestwert bei 122,5 und wurde von Aaron Rodgers in der Saison 2011 für die Green Bay Packers aufgestellt. Allerdings bestritt er das letzte Spiel nicht und konnte somit nicht mehr hinter die vorherige Bestmarke von 121,1, aufgestellt von Peyton Manning in der Saison 2004, zurückfallen.

### Arena Football League
Die Arena Football League berechnete das Quarterback Rating prinzipiell wie die NFL, lediglich die Gewichtung der Touchdowns wurde etwas verringert auf
{\displaystyle {\frac {TD}{ATT}}\times 15}.

### College Football
Im Bereich der NCAA wird das QB-Rating anders ermittelt und kann nicht mit der NFL verglichen werden. Die zugrunde liegenden Parameter sind zwar identisch, haben jedoch aufgrund anderer Statistikregeln abweichende Werte, werden anders gewichtet und nicht auf einen Maximalwert begrenzt.
Die Formel lautet:
{\displaystyle {\text{Passing Efficiency Rating}}={(8.4\times {\text{YDS}})+(330\times {\text{TD}})-(200\times {\text{INT}})+(100\times {\text{COMP}}) \over {\text{ATT}}}}
YDS steht für Nettoraumgewinn, TD für Touchdowns, INT für Interceptions, COMP für komplette Pässe und ATT für Passversuche.
Die Gewichtung der einzelnen Summanden wurde gewählt, um einen Wert von 100 für ein durchschnittliches Rating zu erreichen. Dazu wurden über einen längeren Zeitraum die Leistungen der College-Quarterbacks statistisch ausgewertet und die Faktoren so angepasst, dass sich der Wert 100 ergab.
Der Höchstwert nach dieser Formel beträgt 1.261,6 (jeder Pass wird für einen 99-Yard-Touchdown gefangen), die untere Grenze ist −731,6 (jeder Pass wird für einen Raumverlust von 99 Yards gefangen).
Den Rekord für das höchste Rating in einer Saison hält Joe Burrow, der 2019 für die Louisiana State University auf 202 kam. Den Rekord für die gesamte NCAA-Karriere hält Tua Tagovailoa, der zwischen 2017 und 2019 für die Alabama Crimson Tide einen Wert von 199,4 aufstellte.

### GFL
In der German Football League wird die Berechnung der NCAA (College Football) benutzt.

## Kritik
Das Quarterback Rating ist aus verschiedenen Gründen umstritten:
- Die häufigste Kritik ist, dass die Quarterback Sacks nicht berücksichtigt werden. Somit erzielt ein Quarterback, der einen Sack hinnimmt (die Quote der vollständigen Pässe und die Anzahl der Yards pro Versuch verschlechtern sich nicht), anstatt einen unvollständigen Pass zu werfen (kein Raumverlust für die Mannschaft), ein besseres Rating.
- Der zweite häufige Kritikpunkt ist, dass das Laufspiel des Quarterbacks nicht berücksichtigt wird. Bei Quarterbacks, die auch hervorragend mit dem Ball laufen können, wird diese Leistung statistisch nicht im Quarterback Rating berücksichtigt.
- Der dritte Kritikpunkt ist die in der National Football League (NFL) und der American Football League (AFL) vorgenommene Begrenzung der einzelnen Faktoren auf 2,375. Diese bewirkt zum Beispiel, dass ein Quarterback, der 77,5 % seiner Pässe anbringt, ebenso bewertet wird wie einer, der 90 % seiner Pässe an den Mann bringt. Allerdings verliert diese Beschränkung an Bedeutung, je mehr Passversuche des Quarterbacks berücksichtigt werden, da auch eine Quote von 77,5 % vollständiger Pässe bestenfalls in einzelnen Spielen erreicht wird, aber nicht über einen längeren Zeitraum – der NFL-Rekord für eine Saison liegt bei 74,4 % (Drew Brees, 2018).

Um die ersten beiden Punkte anzugehen, wurde mehrfach vorgeschlagen, statt der Yards pro Passversuch die Yards pro Versuch, an denen der Quarterback wesentlich beteiligt ist, zur Berechnung heranzuziehen. Dieses würde neben den Passversuchen auch die eigenen Läufe und die Sacks einbeziehen.

## Wide Receiver Rating
Das Quarterback Rating wird auch verwendet, um das sogenannte Wide Receiver Rating zu berechnen. Hierbei werden nur Pässe auf einen bestimmten Wide Receiver betrachtet.